# Kremenčuk
Kremenčuk (ukrajinsky Кременчук, rusky Кременчуг) je město na střední Ukrajině. Leží v nížině na levém břehu Dněpru, zhruba 350 km od Kyjeva. Administrativně spadá pod Poltavskou oblast. V roce 2022 zde žilo přes 215 000 obyvatel, v aglomeraci pak kolem 400 000. Obyvatelé jsou převážně Ukrajinci, často užívaným jazykem je však také ruština. Kremenčuk vznikl v 17. století v místě jednoho z brodů, přes které se Tataři dostávali na druhý břeh Dněpru.

## Doprava
Město neleží na prvořadých tazích, prochází tudy však hlavní trať Poltava – Oleksandrija/Znamjanka, součást tahu Charkov–Oděsa, která byla v letech 2008–2011 elektrifikována. Z ní odbočuje trať Kremenčuk – Rodoman – Bachmač.
Městskou dopravu zajišťují autobusy a 16 linek trolejbusů; v letech 1899–1921, kdy byl Kremenčuk významnějším městem, zde jezdila i tramvaj.